# Abarth Cisitalia 204 A Berlinetta
Chronologie des modèles (1948 - 1950)
Cisitalia 202 Abarth 205A Berlinetta
L'Abarth Cisitalia 204 A est une voiture destinée à la compétition automobile réalisée par le constructeur italien Abarth en 1948, sur une base Cisitalia. 6 exemplaires ont été produits.

## Histoire

### Contexte
En 1947, Carlo Abarth fait partie de l'équipe de techniciens allemands qui sont venus se former à la technique des voitures de course chez le constructeur italien Cisitalia créé par Piero Dusio et Piero Taruffi à Turin en 1944. Des rapports très étroits techniques mais surtout humains liaient les deux italiens à Ferdinand Anton Ernst Porsche, à tel point que ce sera Piero Dusio qui versera une très importante rançon pour faire libérer son père Ferdinand Porsche, détenu injustement en France comme prisonnier de guerre, en 1947. La voiture en cours de développement était la Cisitalia 360 équipée d'un moteur 1.500 cm3, 12 cylindres boxer. 

### La Cisitalia 204A
Carlo Abarth, directeur sportif de la marque Cisitalia, travailla sur la monoplace Cisitalia D26, augmenta la cylindrée et la puissance du moteur et en modifia les suspensions ce qui améliora la tenue de route en courbe. Malgré sa plus grande compétitivité en course, Carlo Abarth n'était pas satisfait du résultat et obtint de créer un nouveau projet. Avec l'ingénieur Luciano Scholz, ils étudièrent un nouveau châssis baptisé 204A qui servira de base à la future Porsche 356. Le moteur était toujours le classique et très robuste Fiat 1100 alimenté par 2 carburateurs double corps Weber 36DR4SP.
Le châssis de la 204A avait un empattement anormalement réduit à 2.100 mm au lieu des 2.400 mm communément considérés comme la longueur minimale à l'époque. Le châssis, construit autour d'une poutre-tube centrale en aluminium, présentait des innovations spectaculaires au niveau de la rigidité tout en offrant un poids réduit de 510 kg seulement contre les 600 kg de ses concurrentes. La première Cisitalia 204A fut engagée en course le 9 mai 1948 avec Adolfo Macchieraldo à son volant. La voiture remporta sa première victoire le 13 juin 1948 sur le circuit de Mantoue.

## L'Abarth Cisitalia 204A
En janvier 1949, la société Cisitalia est placée en redressement judiciaire avec une autorisation de poursuite de son activité limitée à la conclusion de son modèle Grand Prix. Carlo Abarth voit ainsi disparaître tout son travail sur les voitures de sport et décide, avec Guido Scagliarini de créer la société Abarth & C. pour la poursuite de l'activité sportive de l'équipe Cisitalia Sport.
Avec sa prime de licenciement et des capitaux propres de Scagliarini, ils rachètent deux Cisitalia 204A terminées, une Cisitalia D46 1200 et beaucoup de pièces détachées et des voitures non encore assemblées. La seule contrainte imposée à la nouvelle société Abarth était de faire courir les Cisitalia rachetées pendant au moins une année sous la marque Cisitalia.
À partir du printemps 1950, après avoir scrupuleusement respecté cette contrainte, les 204A portèrent le logo Abarth. La première course remportée par une Abarth 204A fut la course de côte Palerme-Monte Pellegrino, le 10 avril 1950 avec Tazio Nuvolari à son volant et qui sera également sa dernière course.
L'équipe de course Abarth utilisa donc dans un premier temps les deux exemplaires Cisitalia 204A puis, à partir de 1950, quatre modèles construits par Abarth, ce qui porte à 6 le nombre de voitures produites de ce type sous deux marques différentes.